# Compañía de los Caminos de Hierro del Norte de España
La Compañía de los Caminos de Hierro del Norte de España (CCHNE), conocida simplemente como «Norte», fue una empresa ferroviaria española creada por escritura pública del 29 de diciembre de 1858. Su red fue una de las más extensas de España, hasta que fue nacionalizada en 1941, quedando integrada en la Red Nacional de los Ferrocarriles Españoles (RENFE).

## Historia

### Orígenes y fundación
Los orígenes de Norte los encontramos en la construcción del ferrocarril Madrid-Hendaya, que debía unir la capital española con la frontera francesa. La historia de esta línea se puede dividir en dos partes:
- De 1845 a 1855, periodo en el que surgen muchos proyectos que no llegan a materializarse en ninguna construcción.
- A partir de 1856 se empieza a construir finalmente la línea del ferrocarril de Madrid a Irún, o del Norte, que será el tronco básico de la red septentrional de España, con 633 km, terminando la construcción ocho años después. Tras la construcción de esta línea se dedica a su explotación, consiguiendo aumentarla con múltiples anexiones hasta 1941, en que es absorbida por el Estado.

Desde Vizcaya tenían gran interés en construir una línea férrea que los uniese con la capital, ya que estaba en una situación de desarrollo de la industria siderúrgica y necesitaba de buenos transportes. Así, en 1843 se habían inaugurado los altos hornos de Santa Ana de Bolueta y poco más tarde las empresas origen de Altos Hornos de Vizcaya.
El 16 de agosto de 1845 se aprueba una Real Orden, de carácter provisional, por la que se le concede a los representantes de la Diputación, Ayuntamiento y Real Junta de Comercio la construcción de la línea de Madrid a Valladolid, Burgos y Bilbao para después, siguiendo la costa, por Deva, llegar a Irún, con la condición de que se tuvieran en cuenta los intereses de las localidades afectadas por el trazado, especialmente Álava. A esta ley se la conoció en Madrid como la Concesión vascongada. El cambio de política ferroviaria de 1851 obliga a los vizcaínos a adaptarse a la condición de pago por cuenta del Estado, mediante una segunda concesión. En 1854 se forma el Gobierno Espartero-O’Donnell que convoca Cortes Constituyentes, de las que sale la Ley General de Ferrocarriles del 3 de junio de 1855, estando dividida la línea del Norte en tres secciones:
- Madrid – Valladolid, por Ávila y Medina del Campo.
- Valladolid – Burgos.
- Burgos - Francia, por Miranda de Ebro.

Necesitaban que se les otorgaran las tres concesiones, obteniéndose en noviembre la licencia para el tramo Valladolid-Burgos a los Pereire, y en julio de 1856 a la Sociedad de Crédito Mobiliario Español la concesión de las otras dos secciones: Madrid-Valladolid y la de Burgos a la frontera francesa, teniendo que pasar esta por Miranda de Ebro, Vitoria, Alsasua, Tolosa y San Sebastián. Esta ley también concedía una autorización a la compañía MZA para la construcción de un ferrocarril desde Zaragoza pasando por Tudela y Pamplona hasta enlazar en Alsasua con el ferrocarril del Norte. De esta forma quedaron como propiedad del Crédito Mobiliario Español las tres secciones del Ferrocarril del Norte, ya que aunque la de Valladolid-Burgos estaba a nombre de particulares, éstos pertenecían a la Sociedad de Crédito y se la traspasarían. 
En este mismo año se les concedió el ramal de Venta de Baños a Alar del Rey, que tendría continuidad hasta Santander con un ramal a las minas de Barruelo de Santullán, relacionando así el ferrocarril, las minas de carbón y un puerto del Cantábrico con la fábrica de gas de Madrid. 
Debido a la competencia de la MZA para conseguir todas estas concesiones, los Pereire tuvieron que forzar la rebaja en las subvenciones del Estado para cada línea, puesto que las concesiones se daban según quien rebajase más el tipo de subvención anunciado. Al fin, el 29 de diciembre de 1858 se crea oficialmente la «Compañía de los Caminos de Hierro del Norte de España», con un capital fijado en 380 millones de reales con 200.000 acciones repartidas entre el Crédito Mobiliario Español (era la participación más grande con 52.700 acciones, el 26,35 %), el Crédito Mobiliario Francés (29.400 acciones, el 14,7 %), la Sociedad General Belga (con 20.000, el 10 %), los Peréire (14.000, el 7 %), hasta llegar a las 500 acciones del Duque de Alba (0,25 %). Al no alcanzar el capital español suscrito al 25 por 100 del extranjero, el dominio de este era evidente.

### La construcción del Madrid-Irún
Norte organizó las obras en dos secciones, una entre Madrid y Torquemada y de Venta de Baños a Alar del Rey, bajo la dirección del ingeniero M. Fournier, con sede en Valladolid, y otra entre Torquemada e Irún, bajo el mando del ingeniero M. Latourneur y cuya sede estaba en Vitoria. Ambos dependían del ingeniero M. Lalanne que supervisaba las obras desde la capital francesa. 1861 vio la prolongación de Burgos a Quintanapalla (16,38 km) y la finalización del tramo entre Madrid y El Escorial (50,29 km). 

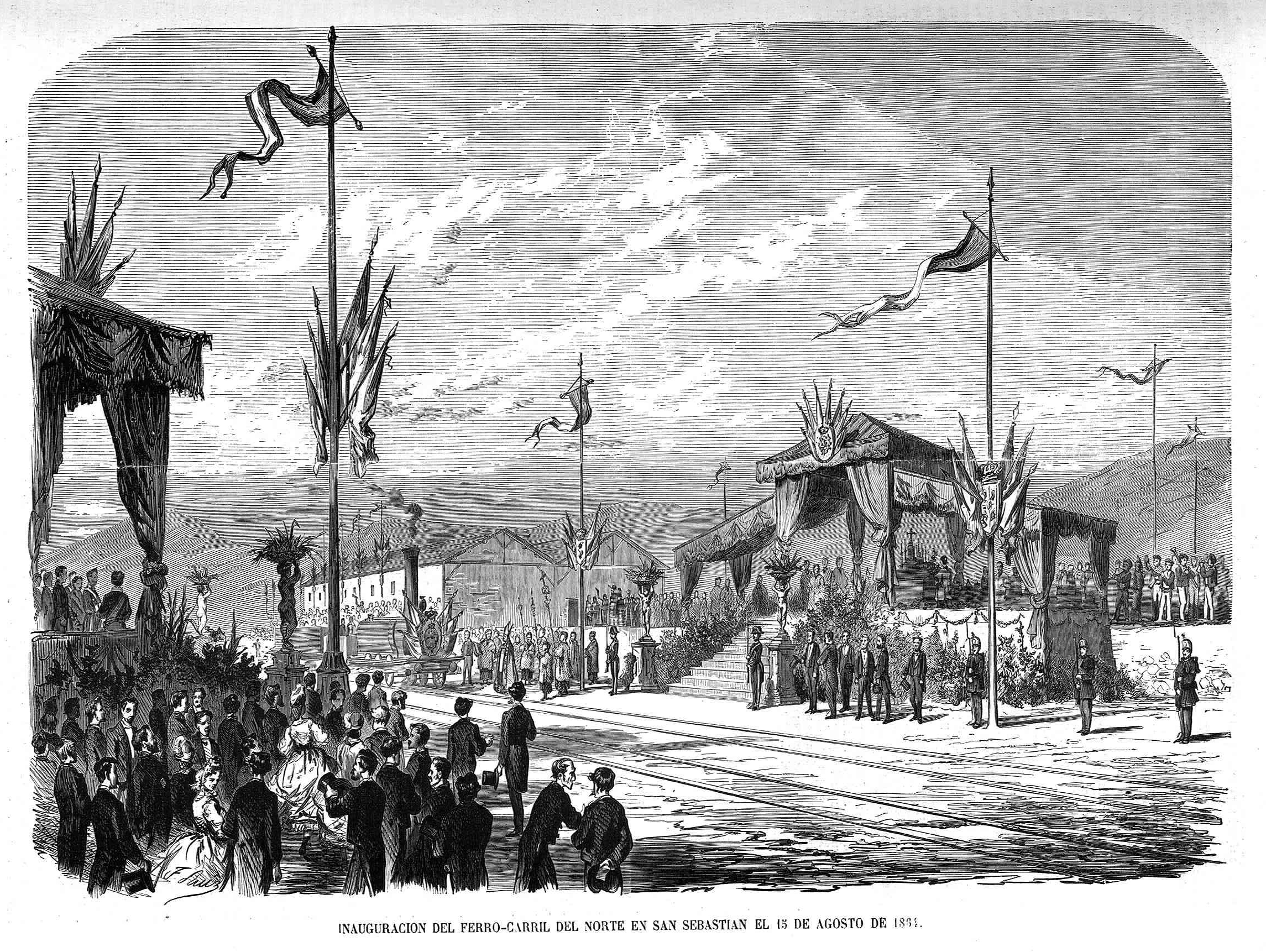
Inauguración del ferrocarril del Norte en San Sebastián el 15 de agosto de 1864

La sierra de Guadarrama, que se superó totalmente tras concluir el túnel de Torrelodones, supuso la primera gran dificultad a la cual tuvieron que enfrentarse los ingenieros de la línea. En 1863 se completaron los tramos castellanos entre Ávila y Sanchidrián (30,41 km) y El Escorial y Ávila (70,27 km) a la vez que continuaban las obras en las zonas más cómodas del País Vasco uniendo Beasáin con San Sebastián (41,40 km) y esta última con Irún (16,87 km). El 15 de agosto de 1864, el rey consorte Francisco de Asís, esposo de la reina Isabel II, presidió el viaje inaugural de la que se empezó a denominar línea imperial que llevó a los viajeros de Madrid hasta San Sebastián. El tren hizo una parada especial en el viaducto de Ormáiztegui, otra de las grandes obras de ingeniería del trazado.

### Etapa de expansión
Entre 1872 y 1876 el ferrocarril Madrid-Irún se vio afectado por el desarrollo de la tercera guerra carlista, ya que las partidas carlistas efectuaron numerosos ataques y sabotajes contra el trazado ferroviario que atravesaba las provincias vascongadas. Las cuentas de la compañía también se vieron afectadas por la inestabilidad sociopolítica del Sexenio Democrático (1868-1874). Sin embargo, en esta época consiguió llegar a un acuerdo con su rival MZA, con la que acuerda cuestiones como el reparto del tráfico, etc. Al final de este periodo, con la recuperación económica, muchas compañías ferroviarias se hallaban en una difícil situación financiera e incapaces de hacer frente a las deudas acumuladas. Es el tiempo de la expansión. Ya en 1874 se hace con el ferrocarril de Alar del Rey a Santander que había pertenecido a la antigua Compañía del Ferrocarril de Isabel II, y que estaba conectado con la Línea Madrid-Irún a través de la estación de Venta de Baños.

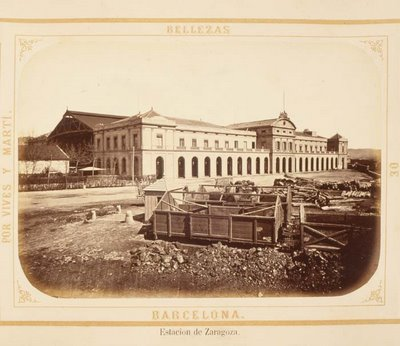
La Estación Barcelona-Norte, fotografiada hacia 1874

El 13 de febrero de 1878, se produjo el rescate de la Compañía de los Ferrocarriles de Zaragoza a Pamplona y Barcelona (ZPB), que se encontraba en una pésima situación financiera. Esta anexión se realizó con el consentimiento de MZA a cambio de que Norte permitiera que la otra se anexionara a su vez a la Compañía del Ferrocarril de Córdoba a Sevilla, una filial de Norte en Andalucía. Con la anexión del ZPB ahora contaba con líneas ferroviarias que llegaban hasta Pamplona, Huesca, Lérida y Barcelona. El 24 de marzo, Norte absorbió a la Compañía del Ferrocarril de Tudela a Bilbao (TB), lo que le permitía llegar al importante puerto cantábrico y unir así la capital bilbaína con el ferrocarril imperial. Por esta época comenzaron las obras de una nueva estación en Madrid, que sería conocida como «estación del Norte», y que finalmente será inaugurada el 16 de julio de 1882, convirtiéndose en cabecera de la compañía.
En 1880 la Compañía de los Ferrocarriles de Asturias, Galicia y León (AGL) fue rescatada, lo que le daba el control de las líneas ferroviarias en el Noroeste. Sin embargo, en esta zona solo estaban operativas algunas las líneas como el tramo León-Astorga, y otras muchas no estaban construidas o se hallaban en proceso. Entre 1880 y 1884 se llevaron a cabo numerosos trabajos de construcción, y en este último año fue inaugurada la rampa de Pajares, tramo ferroviario que salva el desnivel de la cordillera Cantábrica a través del paso de montaña homónimo. Fue considerada una de las obras de ingeniería españolas más importante del siglo XIX. En 1890 se realizó un ramal desde Soto de Rey a la cuenca minera de Langreo, para dar salida a su carbón directamente a Castilla sin pasar por el puerto de Gijón. 
El 14 de agosto de 1884 adquirió la Compañía del Ferrocarril de Lérida, Reus y Tarragona, lo que consolidó su posición en la región catalana. En mayo de 1891 tuvo lugar la anexión de la Sociedad de los Ferrocarriles de Almansa a Valencia y Tarragona (AVT), con lo que quedaban incorporadas las vías que iban a Tarragona, Valencia, Almansa y Gandía. El empresario valenciano José Campo Pérez había sido el alma de la compañía, pero tras su fallecimiento en 1889 esta no logró sobrevivir mucho más tiempo.
Norte todavía intentó emprender una última expansión importante con la adquisición de la Compañía de los ferrocarriles de Tarragona a Barcelona y Francia (TBF) y su red en Cataluña, cerrando el paso a su otra competidora. La operación trataba de completar la anterior adquisición de las líneas ferroviarias en el Levante, pero esta fracasó porque MZA se adelantó y en 1891 logró hacerse con la TBF. La expansión en Cataluña ya se había cerrado con la adquisición de la Sociedad de Ferrocarriles y Minas de San Juan de Las Abadesas el 31 de diciembre de 1887. La anexión el 1 de enero de 1892 de la Compañía de los Caminos de Hierro del Este de España, y de la línea Valencia-Utiel que esta poseía, marcaría el final de esta época.

### Apuesta por la electrificación

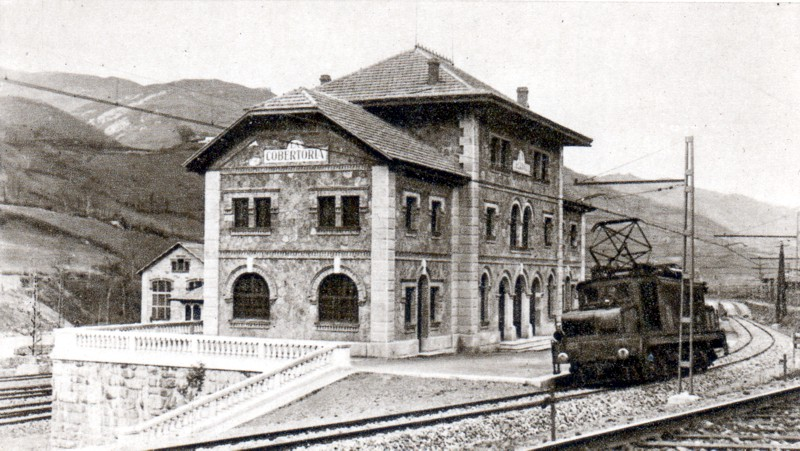
Una locomotora de la serie 6100 en la estación de La Cobertoria (1925)

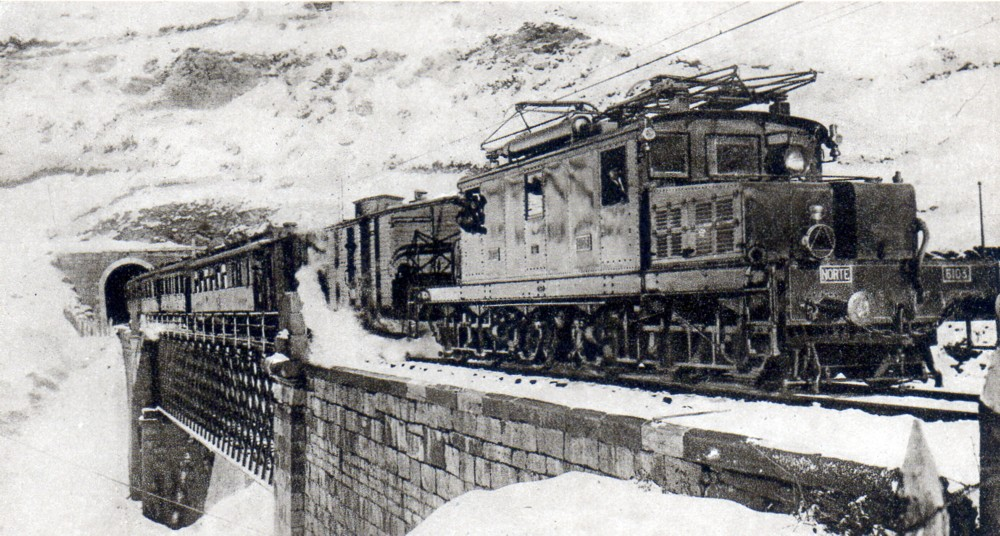
La locomotora 6103 de «Norte» en el puerto de Pajares

La neutralidad española durante la Primera Guerra Mundial provoca un aumento de las exportaciones y, en consecuencia, del tráfico ferroviario. Sin embargo, el clima bélico es causa también de la dificultad de importar carbón y esto se traduce en una grave crisis para el ferrocarril. Es a partir de 1914 cuando se empieza a plantear seriamente la posibilidad de una electrificación. En este sentido, la línea del Puerto de Pajares, con una rampa en pendiente durante todo el trayecto y 70 túneles, es una de las más duras de España y para su tránsito son necesarias casi siempre varias locomotoras. Es por ello que se toma la decisión de electrificar este tramo, dado que las locomotoras eléctricas podrían afrontar la circulación en mejores condiciones y ofreciendo más potencia.
El 24 de julio de 1918, una ley del ministro de Fomento Francisco Cambó aprobó la electrificación de la rampa de Pajares: el objetivo no era electrificar la totalidad de la línea, sino sólo la sección de 62 kilómetros comprendida entre Ujo y Busdongo. Después de estudiar las diversas propuestas presentadas por las principales firmas norteamericanas y europeas, al final fue escogida la presentada por la compañía "General Electric". La tensión de la catenaria sería de 3.000 voltios, en corriente continua. Este sistema era hasta entonces utilizado exclusivamente en Estados Unidos y de hecho su primera aplicación importante fue para la compañía Chicago, Milwaukee, St. Paul & Pacific entre 1915 y 1917. Aunque este sistema presentaba una tensión mucho más elevada que la que hasta entonces se había empleado en Europa, ofrecía la ventaja de que necesitaba menos subestaciones y una catenaria más económica. El contrato con la General Electric fue firmado en 1921, y la puesta en servicio tuvo lugar el 1 de enero de 1925.
Los buenos resultados obtenidos por «Norte» en el Puerto de Pajares animaron a repetir la electrificación en otras líneas: en 1927 se decidió electrificar los tramos Irún-Alsasua, Barcelona-Manresa y Barcelona-San Juan de las Abadesas, pero esta vez con una tensión de 1.500 voltios. Un año después las diferentes líneas entraron en servicio en su nueva configuración y el 7 de junio de 1929 lo hizo el tramo Irún-Alsasua. En 1935 comenzaron los trabajos para electrificar los tramos de Madrid-Ávila y Madrid-Segovia, aunque el inicio de la Guerra civil los dejará paralizados, sin llegar a completarse.

### Época de apogeo
Para la década de 1920 la compañía había pasado a estar controlada por capital español, especialmente por parte de los bancos de Bilbao y Vizcaya. Para aquella época se había convertido en la principal empresa ferroviaria de España, controlando una gran red que abarcaba el Norte y Este de España. La compañía «Norte» llegó a tener en nómina a un gran número de trabajadores: factores, administrativos, maquinistas, fogoneros, operarios, mecánicos, etc. Por este motivo, en el seno de la compañía los sindicatos obreros llegaron a alcanzar una gran influencia y capacidad de acción, como de hecho se vería durante la huelga ferroviaria de julio de 1916. En septiembre de 1926 se adquirió la Compañía del Ferrocarril Central de Aragón a los accionistas belgas que la controlaban, tras lo cual esta se convirtió en una filial de «Norte». Pero, a pesar del hecho de controlar al Central de Aragón, «Norte» no se la anexionó y la mantuvo formalmente como una empresa independiente.
Los ferrocarriles de «Norte» se vieron beneficiados por las ayudas estatales que la dictadura de Primo de Rivera concedió a las compañías a través del Estatuto Ferroviario de 1924. Sin embargo, estas ayudas se cortaron bruscamente tras la proclamación de la Segunda República, en 1931. Durante el periodo republicano el ferrocarril español atravesó una época de grave crisis en general, aunque la compañía «Norte» logró mantener su independencia y su situación financiera.

### Guerra Civil y desaparición

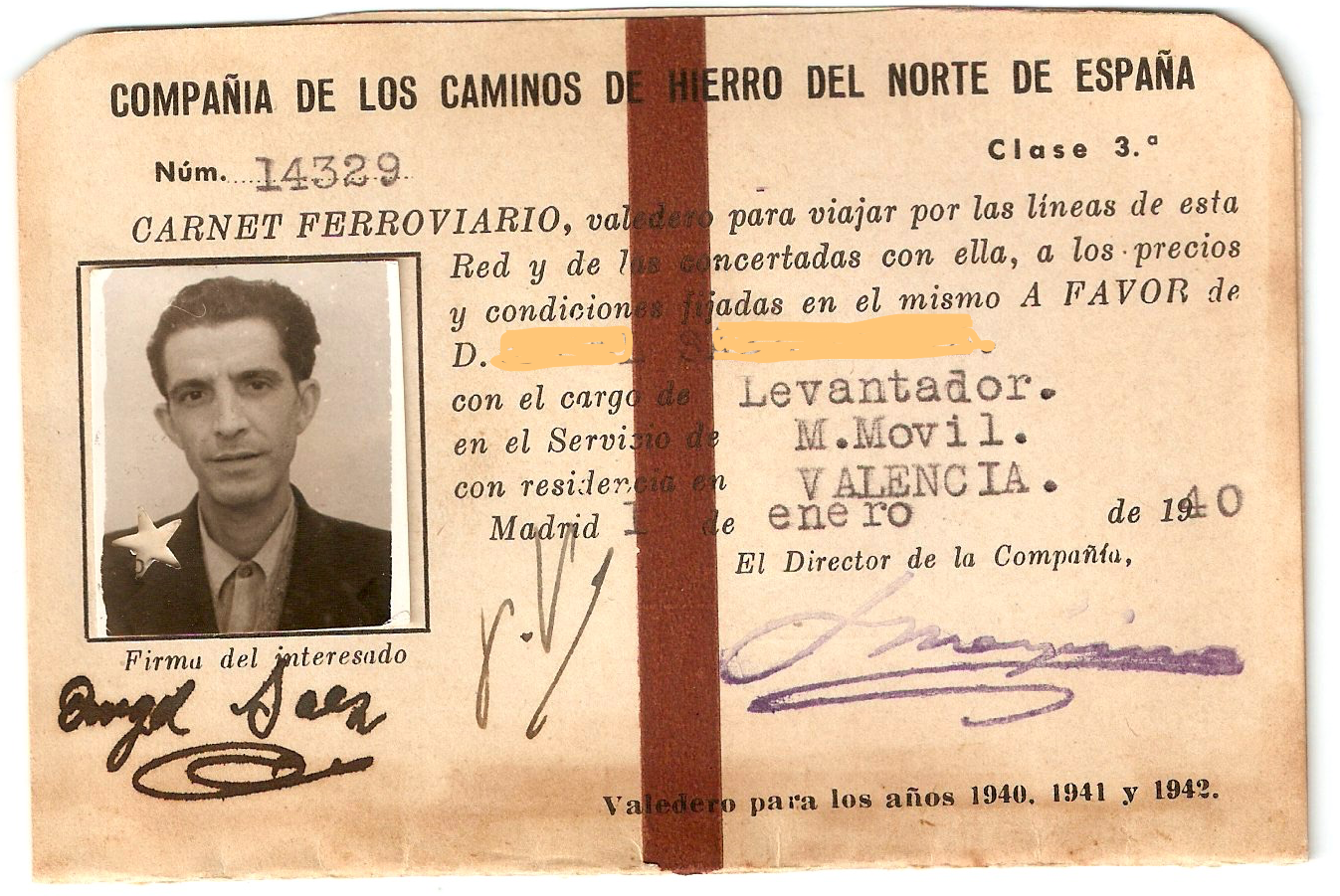
Carnet de ferroviario de los Caminos de Hierro del Norte de España, c. 1940

El estallido de la Guerra Civil marcará también la historia de esta compañía, como también lo hizo en tantas otras situaciones. La guerra dividirá en dos partes la red, las instalaciones y el parque móvil de la compañía, encontrándose la dirección en Madrid. Los dirigentes y consejeros que se hallaban en zona republicana, huyeron rápidamente a la zona sublevada, mientras que los comités obreros se hicieron cargo de la situación en la zona republicana. Al comienzo de la contienda, 2093 km de la red de «Norte» (un 56 % del total) quedaron bajo control gubernamental. Ante la nueva situación, el gobierno republicano se incautó de todos los ferrocarriles que se encontraban en su zona mediante un decreto de 3 de agosto de 1936, aunque en la práctica el control recayó en los comités de obreros y ferroviarios.
En la zona franquista, «Norte» continuará su existencia y los miembros de la antigua dirección que consiguieron huir a la zona sublevada intentaron reconstruir la compañía dentro de sus posibilidades, aunque serán las autoridades militares sublevadas las que realmente dirijan y administren todo lo relacionado con los ferrocarriles, pues era crucial para el esfuerzo bélico. No obstante, la gestión ferroviaria en esta zona hubo de lidiar con carencias de equipo y piezas de repuesto, así como la falta de personal especializado.
Al terminar la contienda en 1939, la situación es crítica: miles de kilómetros de vías, puentes, estaciones, vagones y locomotoras han sido destruidos durante la guerra, y buena parte del material superviviente se encuentra muy desgastado. La compañía «Norte» hubo de afrontar la destrucción o graves daños para el 56 % de sus estaciones —en especial, la madrileña estación del Norte—; el 27 % de los puentes, viaductos y túneles; así como un gran número de vías e instalaciones ferroviarias de diversa índole. En cuanto al parque móvil, solo un 66 % del material era útil para el servicio: de las 1164 locomotoras de vapor que constituían el parque móvil, 792 máquinas (68 % del total) necesitan ser sometidas a reparación y otras 291 máquinas (25 %) requerían de reparaciones importantes; además, un 6 % de las máquinas hubieron de ser desguazadas por el pésimo estado en que se encontraban. El parque de coches de pasajeros y vagones de mercancías también estaba muy afectado por la guerra.
Durante el período inmediato de posguerra, «Norte» se centró en la reconstrucción de su red, instalaciones y material móvil. Las compañías ferroviarias trataron de volver a la situación anterior a la guerra, pero su situación económica es desastrosa, mientras que el nuevo Estado franquista en principio no tocó su independencia. Esta situación cambió al crearse la Red Nacional de los Ferrocarriles Españoles (RENFE) a principios de 1941, tras lo cual todos los ferrocarriles de vía ancha fueron nacionalizados e integrados en RENFE.

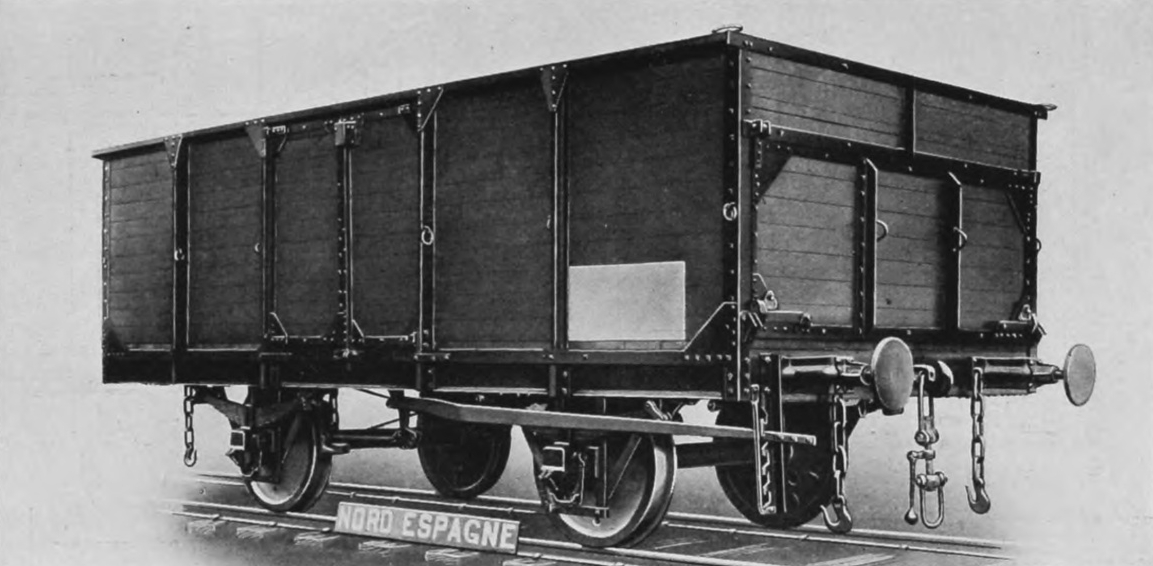
Vagón de carga construido hacia 1917 por la Gregg Company en EE. UU.

## Material rodante
En 1865, había 180 locomotoras, 575 coches de pasajeros y 2564 vagones de carga.
En 1936, el material rodante había aumentado a 1216 locomotoras, 3292 coches de pasajeros y 30.710 vagones de carga.

## Galería de estaciones

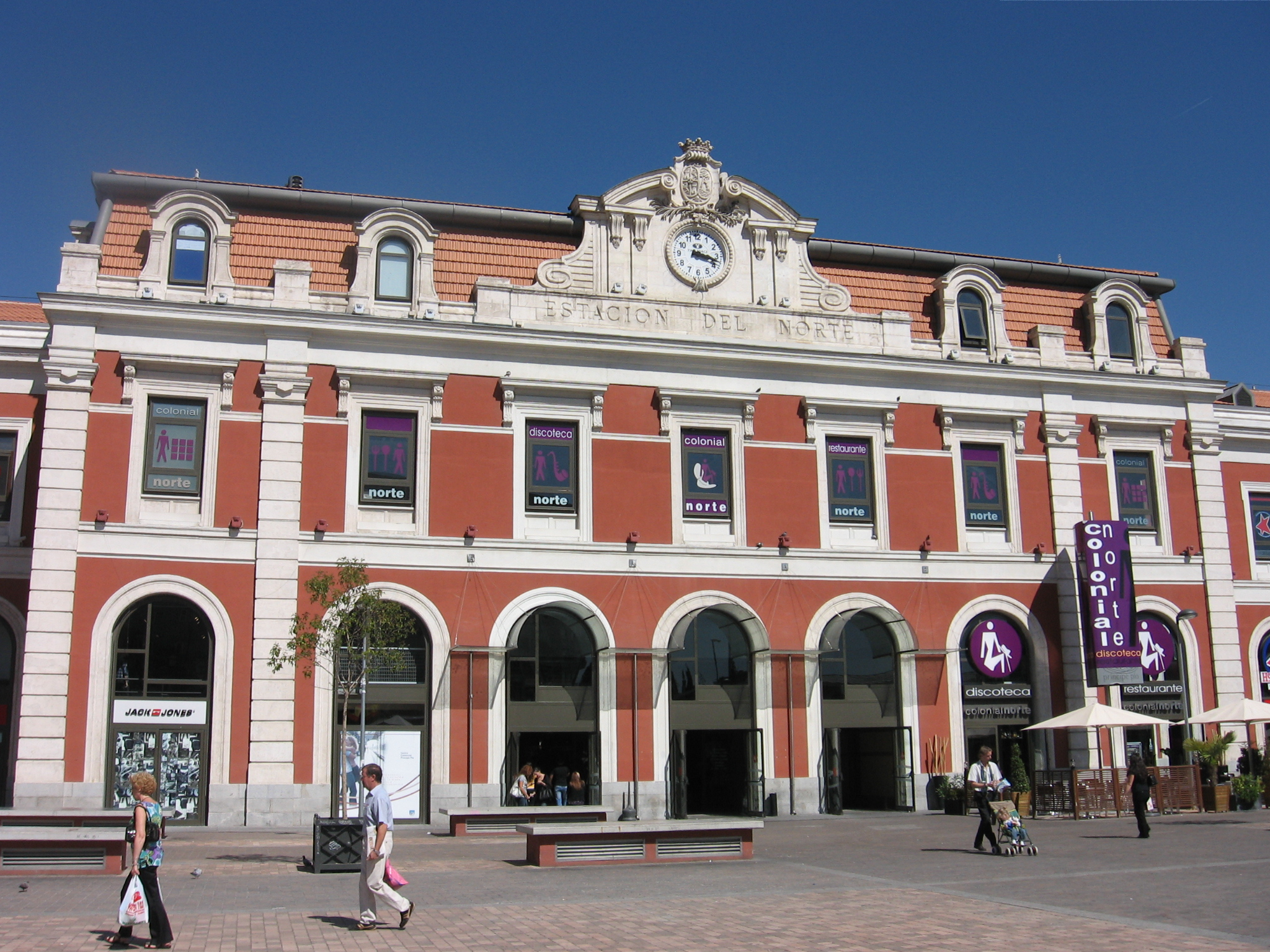
Antigua Estación del Norte de Madrid.
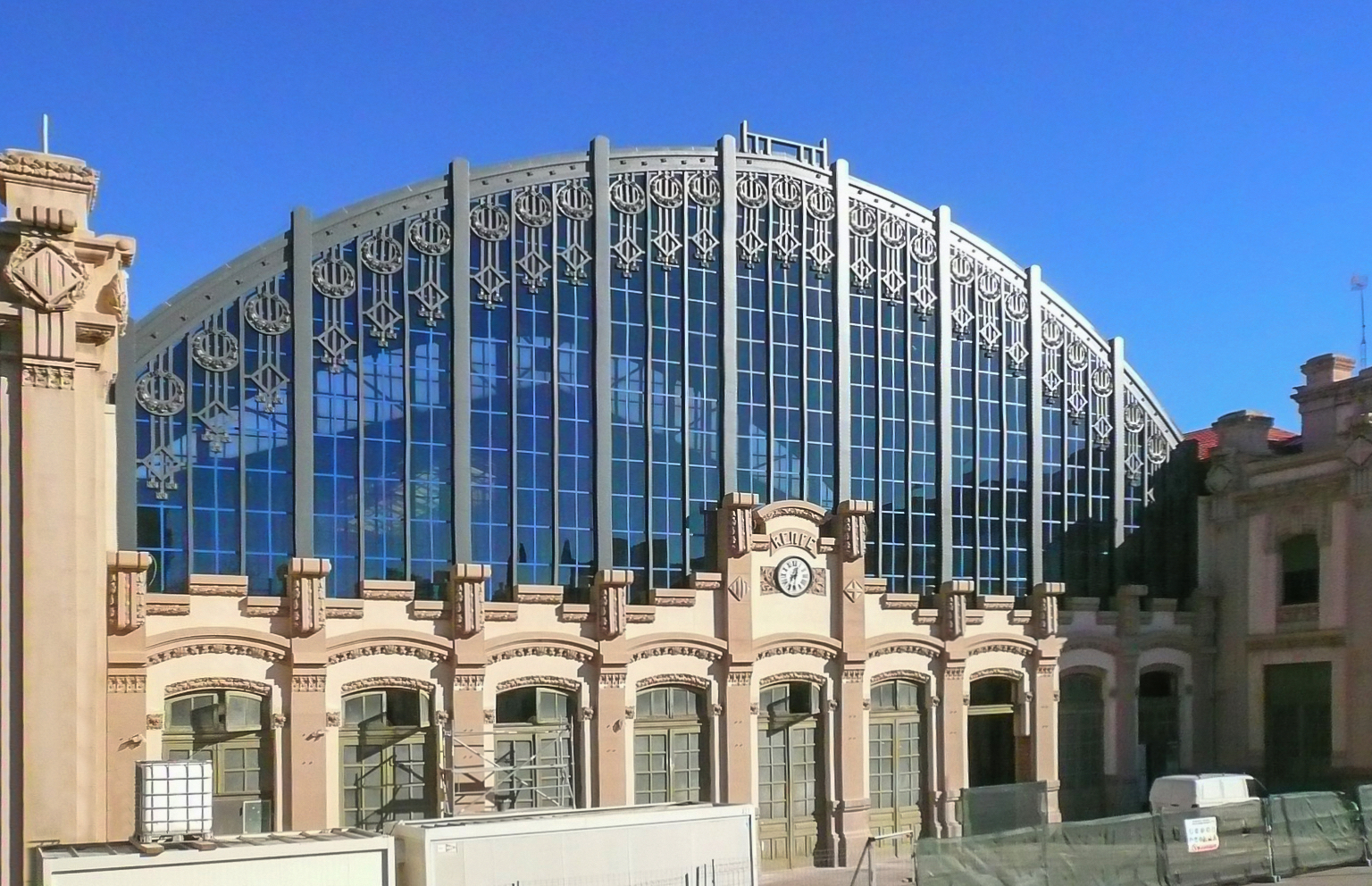
Antigua Estación del Norte de Barcelona.
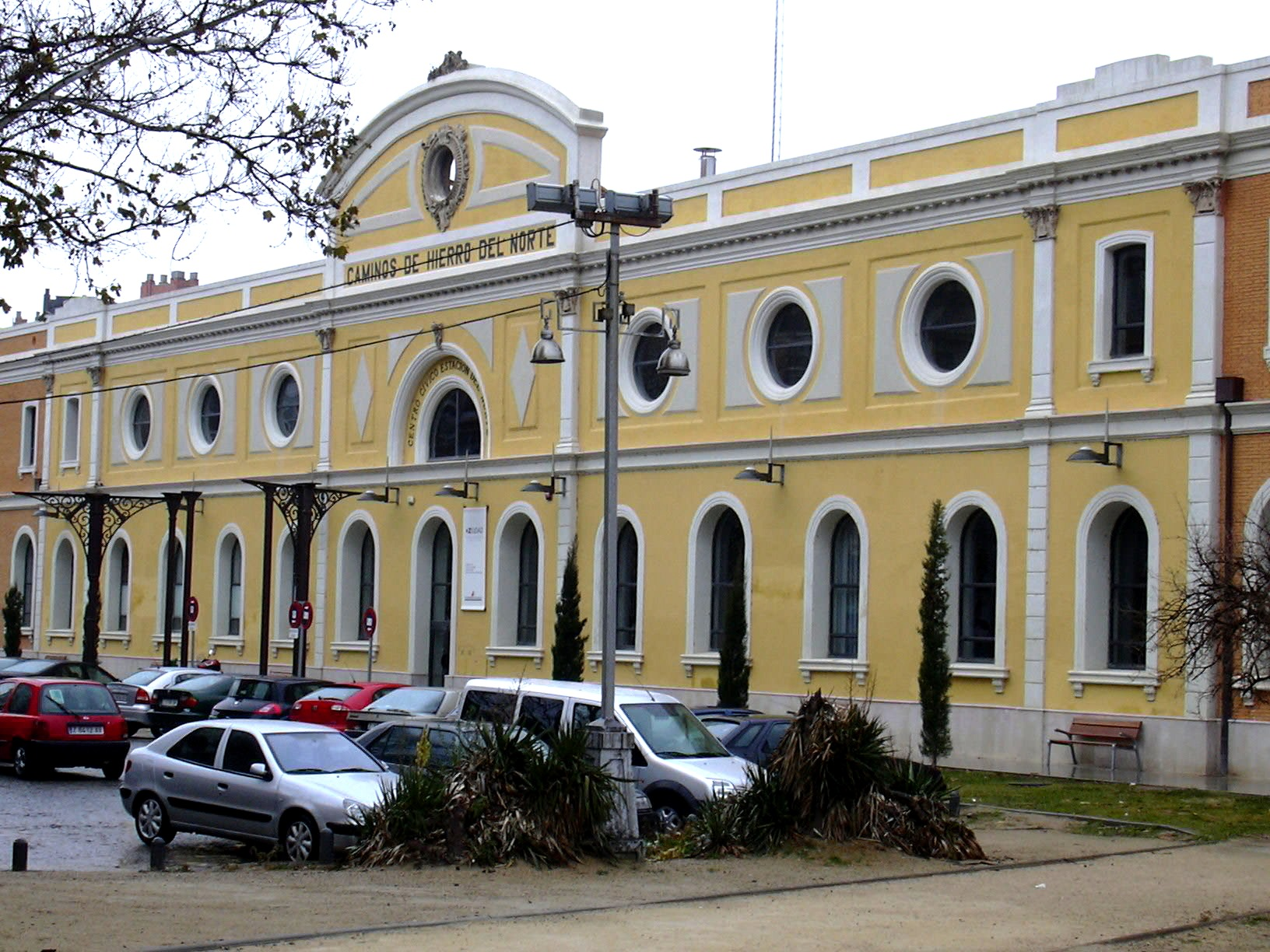
Antigua Estación del Norte de Zaragoza.
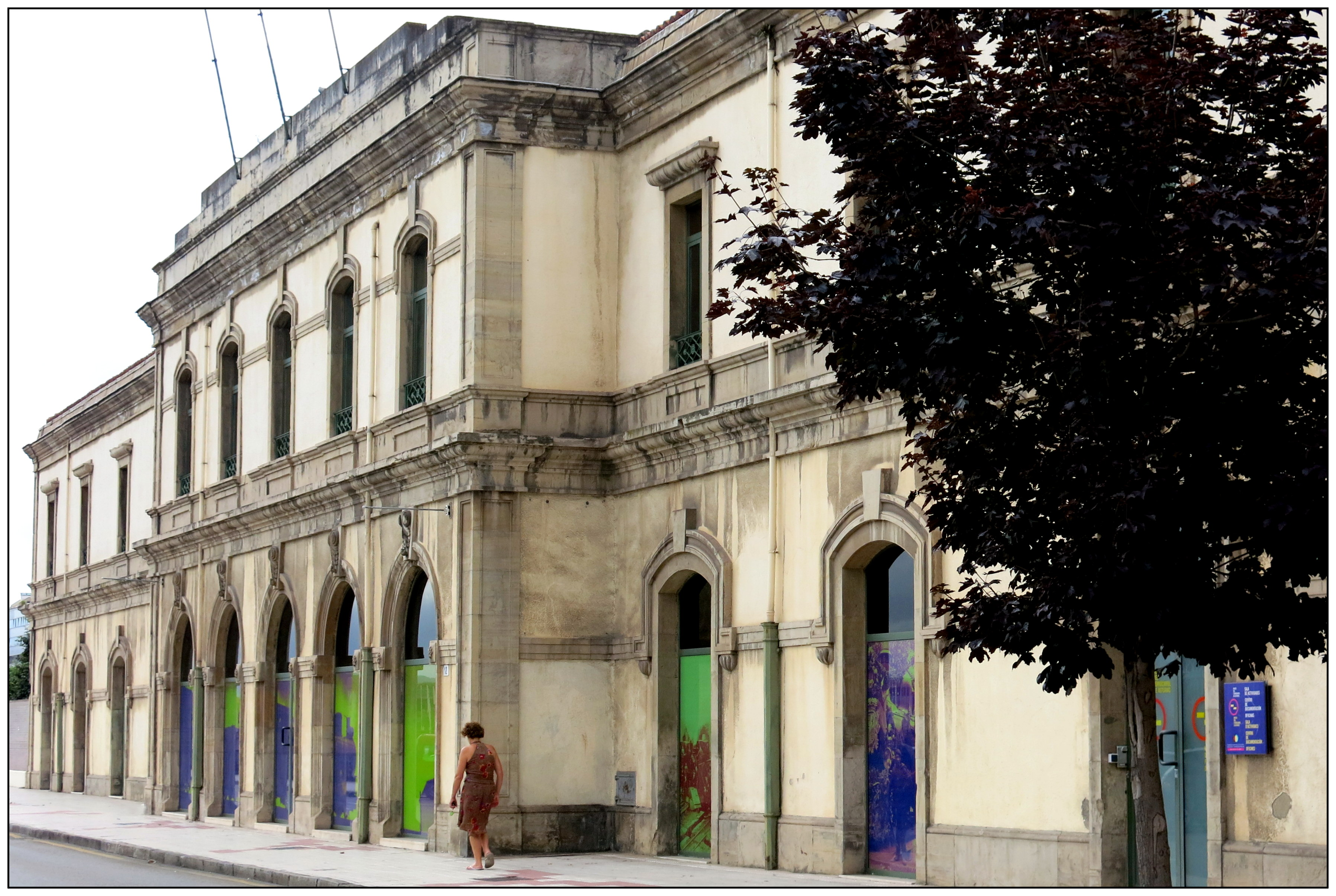
Antigua Estación del Norte de Gijón.
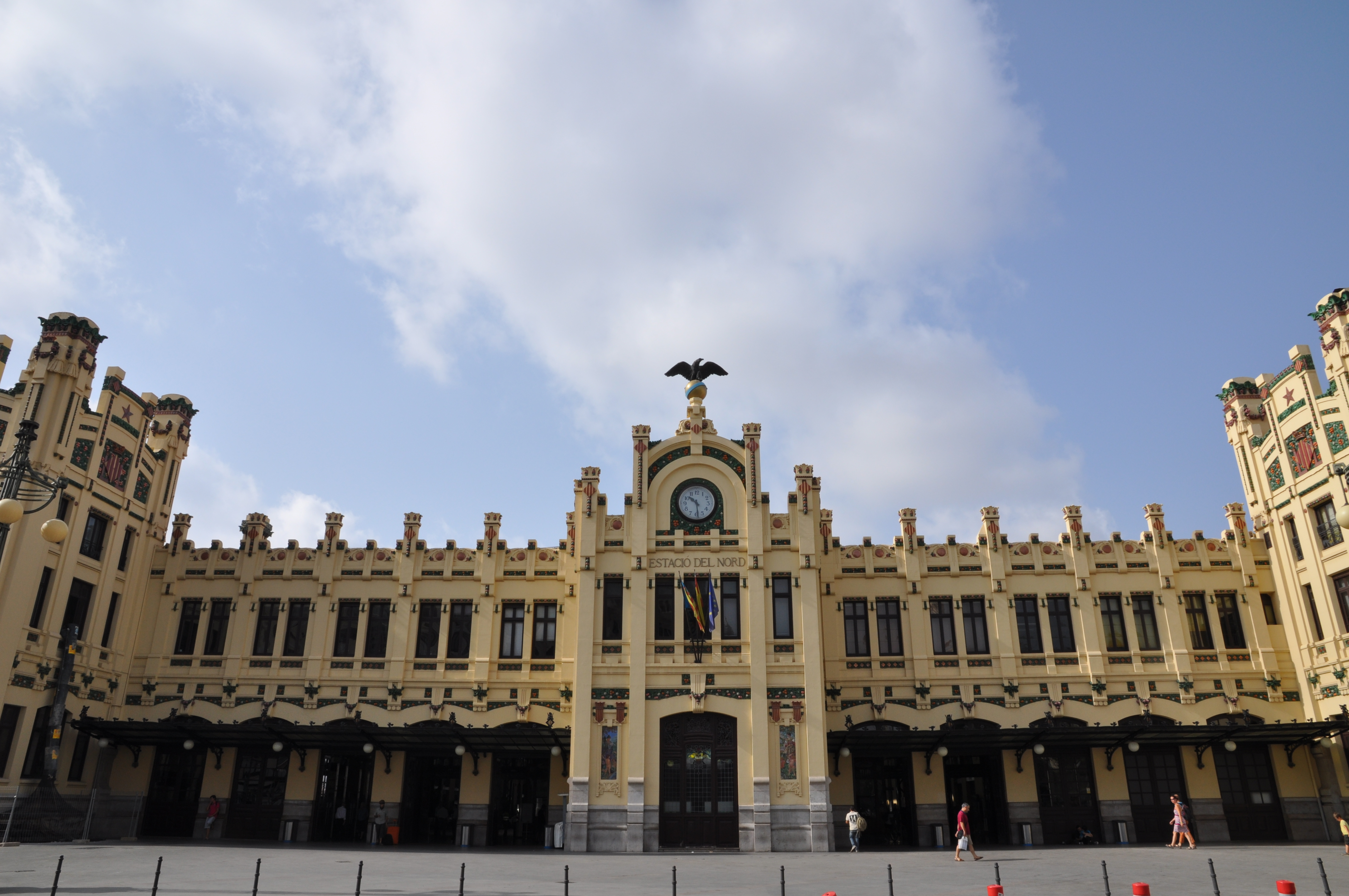
Estación del Norte de Valencia.
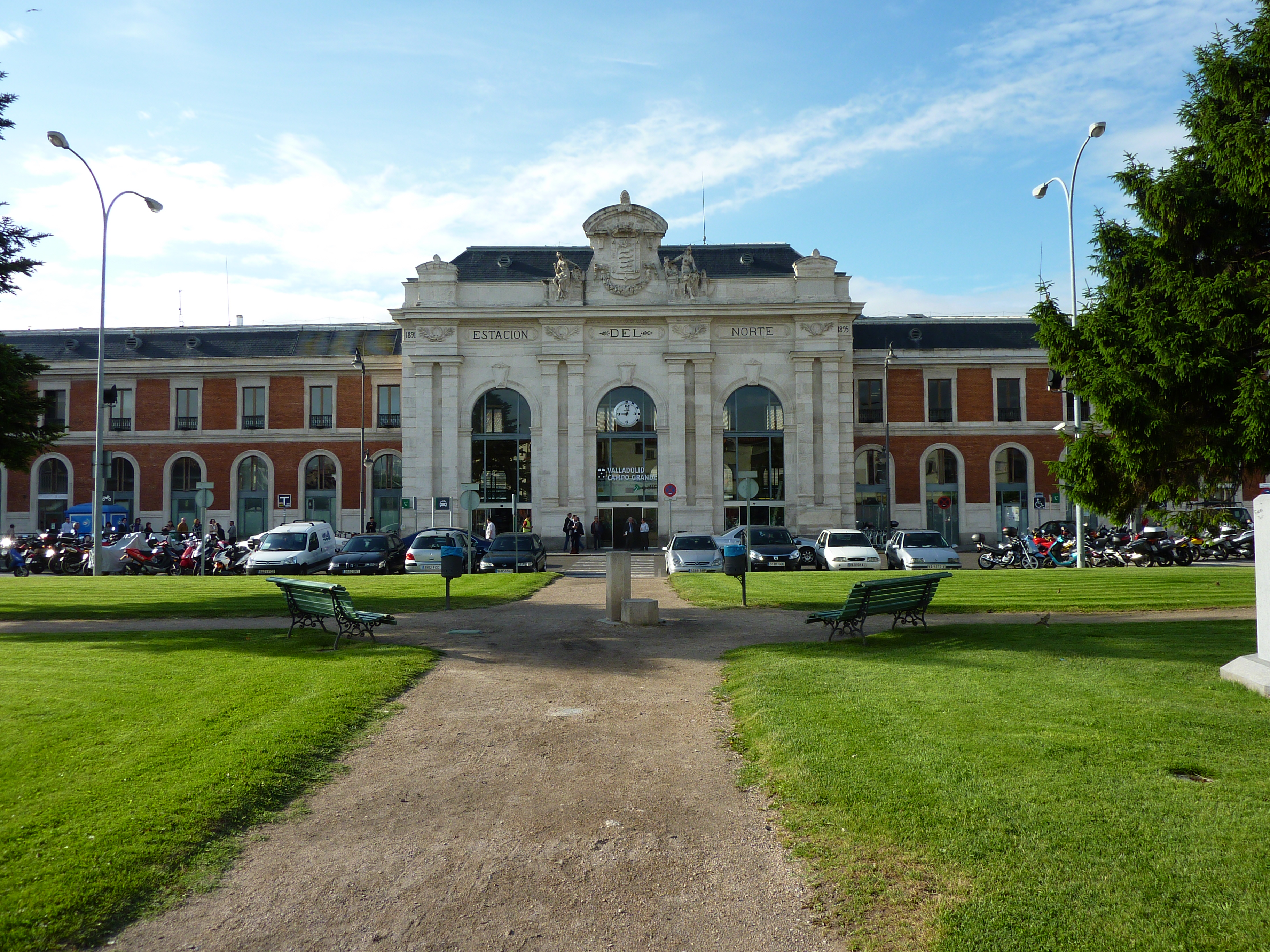
Estación del Norte de Valladolid.
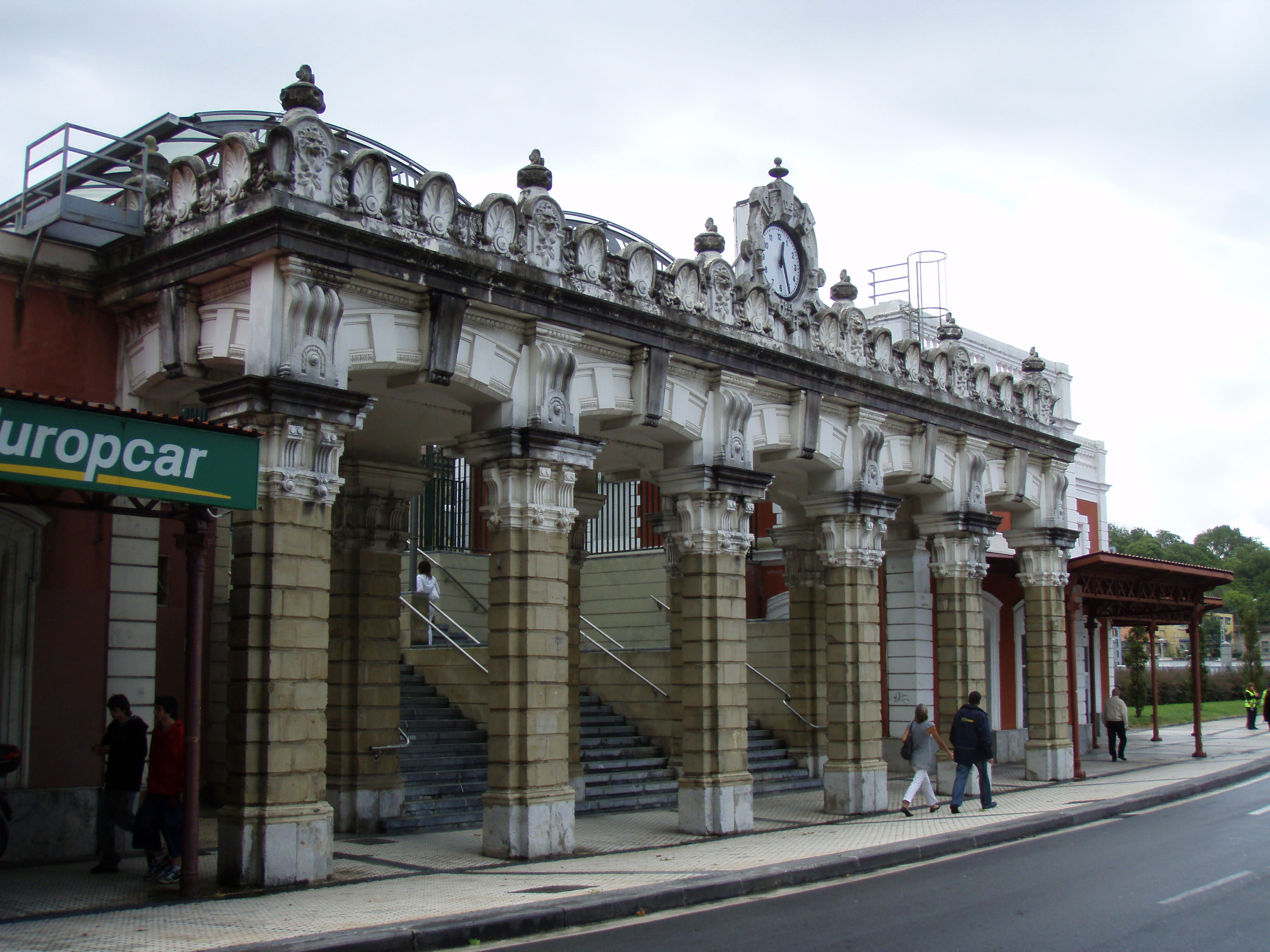
Estación del Norte de San Sebastián.
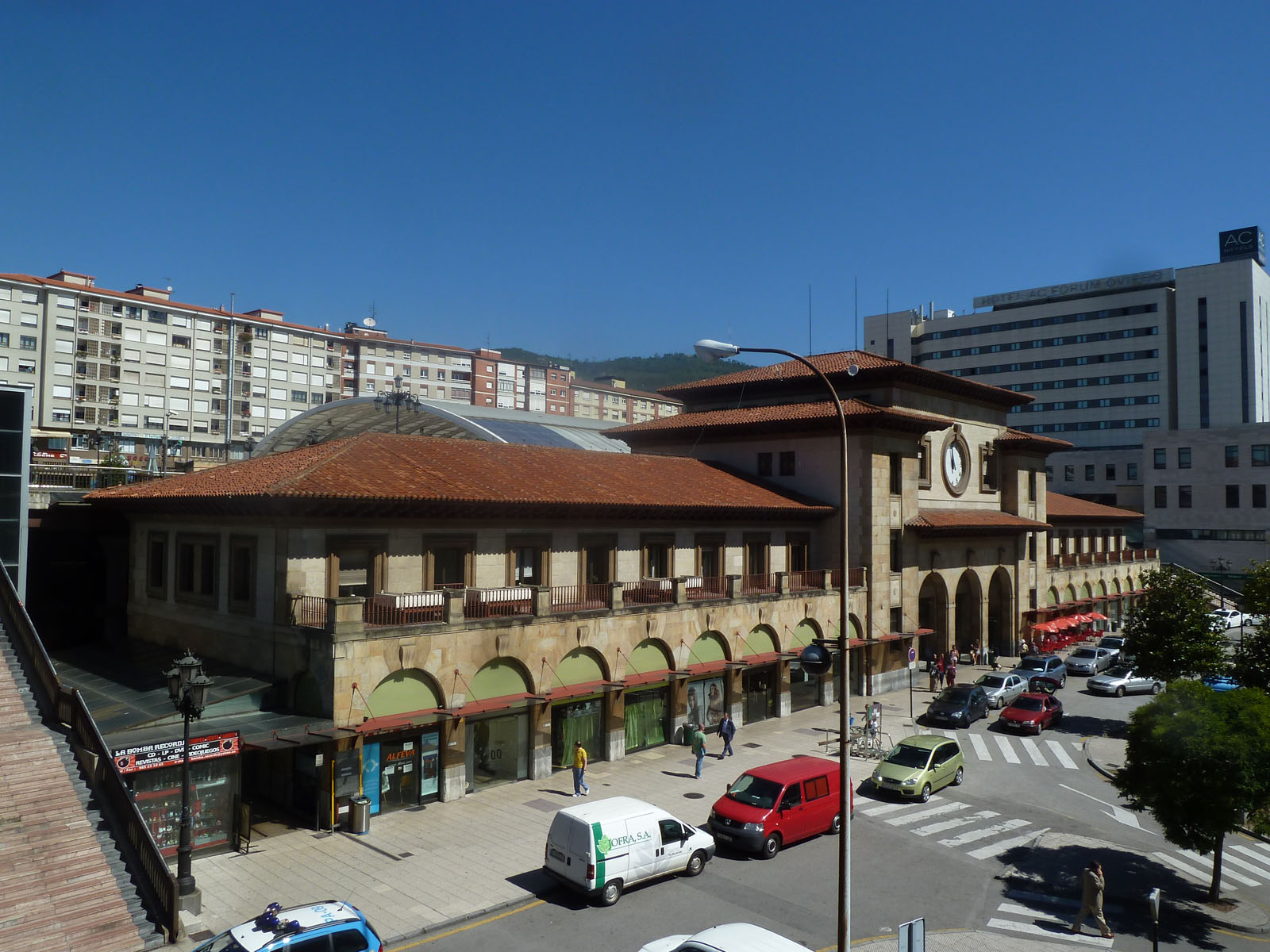
Estación del Norte de Oviedo.